# قره‌قویونلو (گران‌بوی)
قره‌قویونلو (به لاتین: Qaraqoyunlu) یک منطقه مسکونی در جمهوری آذربایجان است که در شهرستان گران‌بوی واقع شده است.